# Parco della Cavallera
Il parco della Cavallera è un parco locale di interesse sovracomunale (PLIS),  istituito con delibera di consiglio provinciale n° 222 del 30/03/2009 che si trova in Lombardia, nella zona del Vimercatese, nella provincia di Monza e della Brianza.
Si tratta di un territorio adibito a parco, con competenza sovracomunale ed è suddiviso tra i comuni di: Arcore, Concorezzo, Villasanta e Vimercate. È stato istituito nel 2009 e la sua sede è nel municipio di Vimercate. Il comune di Monza, in cui si trova una piccola parte del parco, non ha ancora dato la sua adesione.
Occupa un'area di 650 ettari e prende il nome dalla antica cascina della Cavallera, tuttora presente al centro del parco.
Il parco è caratterizzato da una spiccata vocazione agricola, tipica della zona, e dalla presenza di numerosi nuclei rurali, i cassin, omogeneamente distribuiti, costituiti da cascine di antica origine e tradizione.